# بخش داربی (شهرستان پیک وی، اوهایو)
بخش داربی (به انگلیسی: Darby Township) یک منطقهٔ مسکونی در ایالات متحده آمریکا است که در شهرستان پیکوای، اوهایو واقع شده‌است.
 بخش داربی ۸۹٫۲ کیلومتر مربع مساحت و ۳٬۴۹۲ نفر جمعیت دارد و ۲۷۷ متر بالاتر از سطح دریا واقع شده‌است.